# Walter Samuel
Walter Adrián Luján Samuel rozený Walter Adrián Luján (* 22. března 1978 nebo 23. března 1978 Laborde, Córdoba) je bývalý argentinský fotbalový obránce a bývalý reprezentant, v současnosti působí jako asistent trenéra argentinské reprezentace.

## Klubová kariéra
V Argentině hrál za CA Newell's Old Boys a CA Boca Juniors. V roce 2000 odešel do Evropy do italského klubu AS Řím, se kterým vyhrál v sezoně 2000/01 scudetto (titul v Serii A) a v roce 2001 italský Superpohár (Supercoppa italiana). Sezonu 2004/05 strávil ve španělském velkoklubu Real Madrid, nebyla však úspěšná, klub nevyhrál žádnou trofej.
V létě 2005 přestoupil do italského celku Inter Milán, kde zažil nejúspěšnější období své kariéry, vyhrál s týmem řadu domácích trofejí a také Ligu mistrů UEFA 2009/10 a Mistrovství světa klubů 2010.
V červenci 2014 odešel do švýcarského klubu FC Basel, kde podepsal roční smlouvu. V sezóně 2014/15 získal s Basilejí ligový titul.

## Reprezentační kariéra
Zúčastnil se Mistrovství světa hráčů do 20 let 1997 v Malajsii, kde mladí Argentinci vyhráli zlaté medaile po finálovém vítězství 2:1 nad jihoamerickým soupeřem Uruguayí.
Členem národního týmu Argentiny byl v letech 1999–2010.
Zúčastnil se MS 2002 v Japonsku a Jižní Koreji (vyřazení v základní skupině) a MS 2010 v Jihoafrické republice (vyřazení ve čtvrtfinále po prohře 0:4 s Německem).